# Maoricrater
Maoricrater is een geslacht van weekdieren uit de klasse van de Gastropoda (slakken).

## Soort
- Maoricrater exploratus (Dell, 1953)